# Pires do Rio
Pires do Rio là một đô thị thuộc bang Goiás, Brasil. Đô thị này có diện tích 1076 km², dân số năm 2007 là 26733 người, mật độ 27,3 người/km².